# Vaejovis dugesi
Espèce
Synonymes
- Vaejovis mexicanus dugesi Pocock, 1902

Vaejovis dugesi est une espèce de scorpions de la famille des Vaejovidae.

## Distribution
Cette espèce est endémique du Guanajuato au Mexique. Elle se rencontre vers Guanajuato.

## Description
La femelle holotype mesure 37 mm.

## Systématique et taxinomie
Cette espèce a été décrite sous le protonyme Vaejovis mexicanus dugesi par Pocock en 1902. Elle est élevée au rang d'espèce par Sissom en 1990.

## Étymologie
Cette espèce est nommée en l'honneur d'Alfredo Dugès.

## Publication originale
- Pocock, 1902 : « Arachnida : Scorpiones, Pedipalpi, and Solifugae. » Biologia Centrali-Americana, p. 1-71 (texte intégral).